# Асмаа Рашид
Асмаа Джаміль Рашид (також Асма Джаміл Рашид, або Асмаа Джаміл Рашид) — іракський професор Центру жіночих досліджень Багдадського університету.

## Наукова та громадська діяльність
Асмаа Джаміль Рашид має ступінь доктора соціології та спеціалізується на дослідженні соціології ґендеру. Рашид є представником Іракської жіночої ліги, вона проводила презентації та семінари на тему політичної апатії молоді, проблем сімейного насильства, гендерної дискримінації в шкільній програмі, рівня життя жінок у сільській місцевості, обмеження шлюбу дітей та працевлаштування жінок-вдів. Рашид також працює викладачкою у Центрі відродження арабської наукової спадщини.
Наукова робота Рашид включає її статтю «Al-Tamthyl al-Syasy lil-Mar'ah al-Iraqyah» (Політичне представництво іракської жінки), опубліковану в 2010 році. Вона також опублікувала соціологічне дослідження стану іракських жінок у 2006 році, зосередивши увагу на темі участі жінок у політичній діяльності у перші три роки після вторгнення коаліційних сил до Іраку в 2003 році режиму Баас в Іраку, Al-Mar'ah al-'Iraqyah ba'd thalath sanawaat men al-Taghir (Іракська жінка через три роки після вторгнення коаліційних сил).

## Публікації
Асмаа Рашид опублікувала численні статті, зокрема такі:
- «Інституції, що займаються проблемами сімейного насильства, центри консультування та підтримки в Іраці: Виклики та прогалини» в журналі «Аль-Адаб»
- «Історичні дослідження щодо жінки» Аналітичний огляд історичної літератури в Іраці в період з 2008 по 1996 рік" у Журналі аравійських наук
- «Фактори, пов'язані з явищем шлюбу поза судом і наслідки цього. Польове дослідження в Садр-Сіті» у Journal Of Educational and Psychological Research
- «Соціальні, психологічні та освітні проблеми переміщених жінок в Іраці, польові дослідження в таборах провінцій Багдад, Амбар і Саладін»
- «Механізми захисту чоловічої сили в будівництві» в журналі арабської наукової спадщини
- «Іракська жінка через три роки після змін» в аль-Такафа аль-Джадіда [Нова культура], 2006[6][2].
- «Політичне представництво іракської жінки» в «Іракських справах», 2010[7]